# Paweł Stefanowski
Paweł Stefanowski (ur. 3 marca 1932 w Bielance, zm. 31 marca 2021 w Warszawie) – łemkowski poeta, etnograf, działacz łemkowski i mistrz rzemiosł artystycznych. 
Stworzył podwaliny odrodzenia ruchu kulturalno-oświatowego na Łemkowszczyźnie po wysiedleniu Łemków do USRR (ok. 90 tys. w latach 1945-1946) oraz na „ziemie odzyskane” (tzw. akcja „Wisła” - ok. 30 tys. w 1947 r.).

## Życiorys

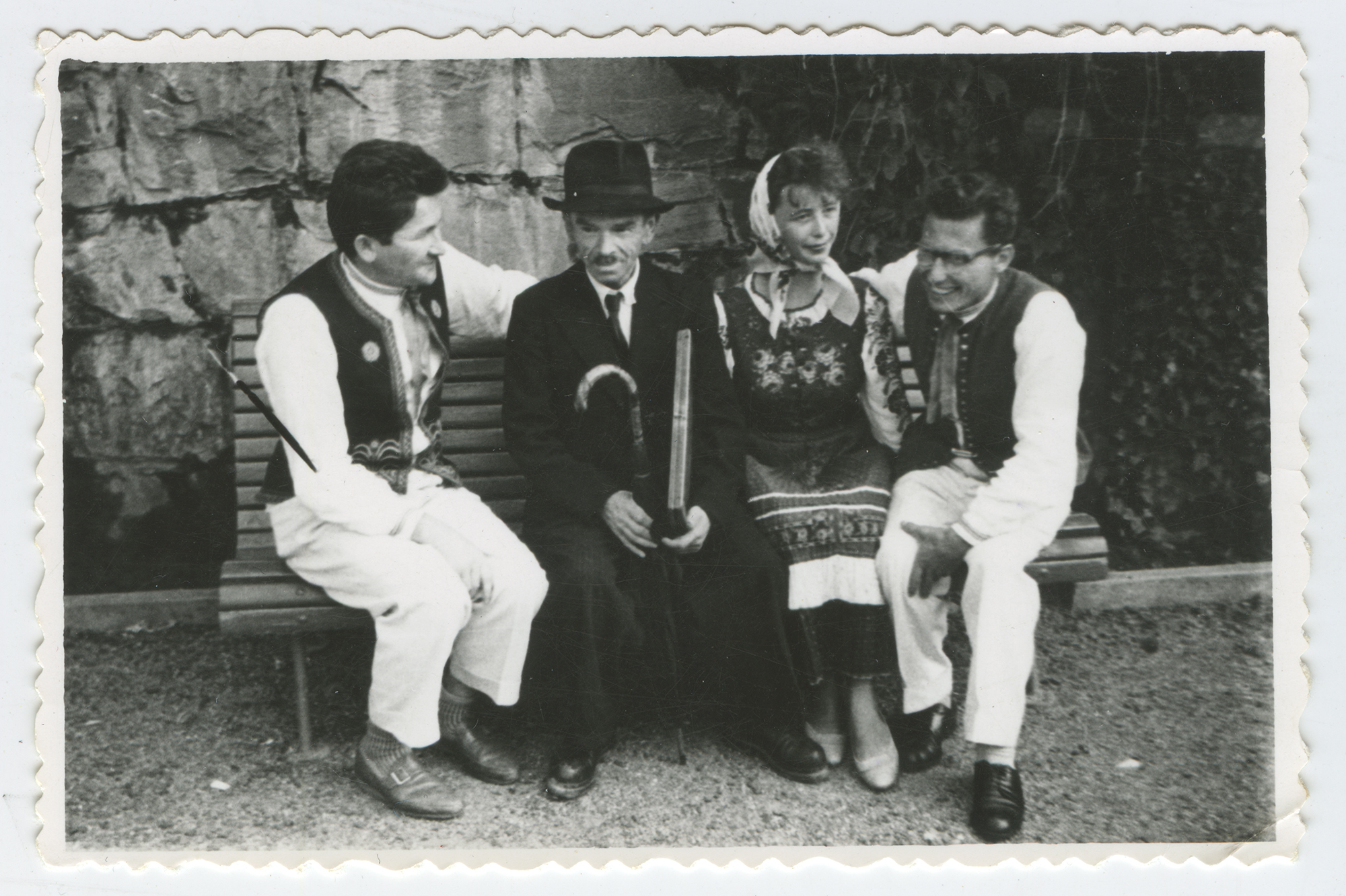
Zdjęcie z Nikiforem. Od prawej: Paweł Stefanowski, Maria Stefanowska, Nikifor, Jarosław Polański, 1961

W czerwcu 1947 r. w ramach akcji „Wisła”  jego rodzina została wysiedlona do miejscowości Maszków w powiecie oławskim (województwo dolnośląskie). Ukończył Liceum Mechanizacji Rolnictwa w Kwidzynie (1952 r.). Współpracował z UTSK (Ukraińskie Towarzystwo Społeczno-Kulturalne) w Zielonej Górze organizując Sekcję Łemkowską. Studiował etnografię na Uniwersytecie Wrocławskim (pracę magisterską obronił w 1969 r.). Prowadził badania terenowe na Łemkowszczyźnie m.in. ze znanym polskim etnografem prof. Romanem Reinfussem (w 1962 r.) oraz Franciszkiem Kotulą – dyrektorem Muzeum Okręgowego w Rzeszowie.
Po powrocie do rodzinnej wsi w 1959 r. zorganizował pierwszy łemkowski zespół pieśni i tańca. W latach 1960–1964 powołał do życia i osobiście prowadził kolejne zespoły: w Komańczy, Turzańsku, Łosiu, Wysowej, Gorlicach. W międzyczasie zdobywał uprawnienia instruktorskie: muzyczne kategorii III i choreograficzne kategorii II.
Zapisał dziesiątki pieśni oraz kilkanaście tańców łemkowskich. Zdobył Złote Skrzydło Ikara - I nagrodę na Drugim Rzeszowskim Jarmarku Pieśni i Tańca w Mielcu (w 1969 r.) za pokaz łemkowskich tańców ludowych. Był jednym z inicjatorów pierwszego festiwalu łemkowskiej kultury w Łosiu w 1962 r., a rok później w Uściu Ruskim [Gorlickim]. Był pomysłodawcą i współorganizatorem muzeum w Zyndranowej. Od 1964 r. prowadził w Bielance izbę pamiątek znaną jako "Muzeum Łemkowskie Pawła Stefanowskiego", gdzie eksponował własne zbiory, w tym największą ilość łemkowskich strojów ludowych w Polsce. Zajmował się również fotografią i już w latach 60. wykonał setki zdjęć m.in. materialnej kultury Łemków (cerkwie, kapliczki, zabudowania), z czego wiele obiektów już nie istnieje. Nakręcił wiele filmów dokumentalnych, m.in. film z pogrzebu Nikifora (1968 r.). Ponadto zapisał na magnetofon wiele godzin łemkowskich pieśni. Pokłosiem stworzenia prywatnej fonoteki stała się publikacja  „Łemkowskie pieśni ludowe" – wybór trzydziestu utworów zebranych w latach 1959 – 1962 (to pierwsza tego rodzaju publikacja po wojnie). Wykonał i przygotował do druku pionierski zapis choreograficzny zebranych przez siebie łemkowskich tańców. Przez pewien czas przewodniczył Komisji Opieki nad Zabytkami przy Zarządzie Oddziału PTTK w Gorlicach. Współpracował z muzeami w swym regionie, m.in. z Muzeum Okręgowym w Nowym Sączu.

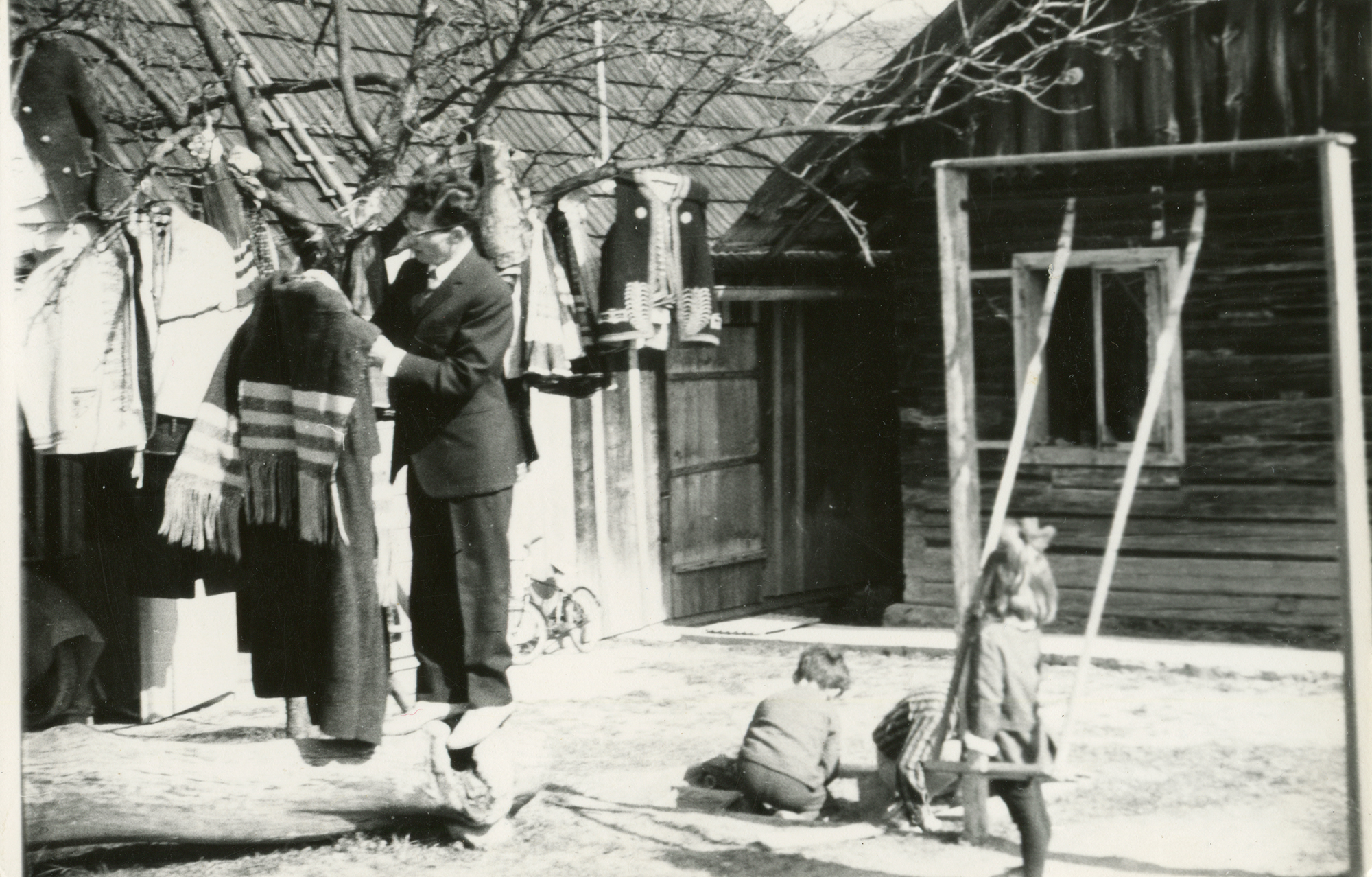
Paweł Stefanowski, muzeum w Bielance, 1967

Znał Nikifora. W marcu 1958 r. planował zorganizowanie wystawy jego prac w Zielonej Górze, jednak do ekspozycji nie doszło z powodu braku środków finansowych.  Znajomość z Nikiforem odnowił w 1962 r. podczas występu swojego zespołu pieśni i tańca w Krynicy. Ich znajomość trwała aż do śmierci artysty w 1968. Po raz pierwszy w Polsce (w 1971 r.) opublikował w „Naszym Słowie” fotokopię skróconego aktu urodzenia Nikifora, gdzie podane jest prawdziwe nazwisko artysty: Epifan Drowniak.
Jego zaangażowanie społeczno-kulturalne na rzecz mniejszości łemkowskiej przez władze PRL było traktowane jako działalność polityczna („ukraiński nacjonalizm”) za co był inwigilowany i prześladowany przez SB już od połowy lat 50. Był współautorem wielu petycji do rządu polskiego w sprawie zaprzestania dyskryminacji Łemków w Polsce. W 1958 r. po raz pierwszy wysłał protest do KC PZPR w imieniu Tymczasowego Społeczno-Oświatowego Komitetu Rusinów-Łemków w Polsce domagając się zaprzestania prześladowania Łemków i pozwolenia im na powrót na ojcowiznę. Pierwszy zażądał od władz polskich zwrotu łemkowskich majątków (głównie lasów) skonfiskowanych po wysiedleniu. Pisał petycje w tej sprawie do rządu RP, a następnie do Trybunału Praw Człowieka w Strasburgu. W tym celu w 1989 r. powołał Obywatelski Krąg Łemków w Polsce „Hospodar” (do organizacji wpisało się około 18 tys. osób.) W 1991 r. na bazie tego ruchu stworzył partię Rusiński Demokratyczny Krąg Łemków w Polsce i nawiązał współpracę z przedstawicielami mniejszości niemieckiej i białoruskiej, aby Łemkowie, podobnie jak inne mniejszości etniczne, mogli ubiegać się o reprezentację w polskim parlamencie. W latach 1993 – 1996 wydawał kwartalnik „Łemko”, w którym m.in. ukazywały się dokumenty związane z działalnością RDKŁ.
Z powołania był poetą. Wiersze zaczął pisać po łemkowsku najpierw na potrzeby występów dla swoich zespołów artystycznych. Do wielu z nich skomponował muzykę i zostały one wydane w książce pt. „Pieśni”, do której została dołączona płyta CD z autorskim wykonaniem wszystkich utworów. Pisał po łemkowsku, po ukraińsku i po polsku. Wydał kilka zbiorów poetyckich. W 1985 r. nakładem warszawskiego Studenckiego Koła Przewodników Beskidzkich pojawił się pierwszy tom poezji Pawła Stefanowskiego pt.  „Лемківска ікона// Łemkowski pejzaż". W tym samym roku Sądecka Oficyna Wydawnicza wydała jego wiersze po polsku i po łemkowsku w dwóch odrębnych książeczkach pt. „Iкона. Лемківській край // Ikona. Łemkowski pejzaż". Kolejne tomiki ukazały się w 1991 r.: osobno w języku polskim pt. „Łem" oraz po łemkowsku pt. „Лем", a także tom utworów wybranych „Молитви до Тараса" dedykowany jubileuszowi 1000-lecia chrztu Rusi. W 1993 r. wydał zbiór „Лемківскій край", w 2002 r. "Лемківскій біль", а w 2003 r. „Łzy i ból łemkowski”. W 2022 r. wydawnictwo IKRiBL wydało tom "Wierszy wybranych" Pawła Stefanowskiego w języku polskim, a w 2023 r. Katedra Ukrainistyki  Uniwersytetu Warszawskiego opublikowała Jego poezje napisane po łemkowsku oraz siedemnaście pieśni.  
Jego twórczość stała się przedmiotem analizy polskich i zagranicznych naukowców, a wiersze zostały opublikowane w kilku antologiach.   

## Publikacje
Paweł Stefanowski był autorem kilkudziesięciu artykułów o tematyce łemkowskiej publikowanych w Polsce i za granicą. Był redaktorem kwartalnika „Łemko”
Wydał również kilka tomów poezji i pieśni:
- Paweł Stefanowski: Wybrany werszy, wybór, opracowanie, redakcja naukowa i autor przypisów Lidia Stefanowska, wyd. Uniwersytet Warszawski, KU, Warszawa 2023. Publikacja w języku łemkowskim i polskim. ISBN 978-83-954964-5-5

- Paweł Stefanowski, Wiersze wybrane, wybór, opracowanie, redakcja naukowa i autor przypisów Lidia Stefanowska, Laboratorium Literatury IKRiBL, Siedlce- Warszawa, 2022; ISBN 978-83-66597-48-8
- „Łemkowskie pieśni ludowe", zebrał Paweł Stefanowski, na chór opracowali Tadeusz Chachaj i Czesław Sadaj, wyd. Wojewódzki Dom Kultury w Rzeszowie, 1964.
- „Pieśni" – Paweł Stefanowski autor tekstów i muzyki w zapisie nutowym i harmonizacji Mirosława Bogonia; wyd. Tyrsa, 2019.
- „Лемківска ікона// Łemkowski pejzaż", wyd. SKPB, Warszawa 1985.
- „Iкона. Лемківській край // Ikona. Łemkowski pejzaż", Sądecka Oficyna Wydawnicza, 1985.
- „Łem" – wiersze wybrane w języku polskim, Warszawa 1991.
- „Лем" – wiersze wybrane po łemkowsku, Warszawa 1991.
- „Молитви до Тараса", 1993.
- „Лемківскій край", 1993.
- „Лемківскій біль", 2002.
- „Łzy i ból łemkowski", 2003.

## Nagrody i wyróżnienia
- Złote Skrzydło Ikara - I nagroda na Drugim Rzeszowskim Jarmarku Pieśni i Tańca w Mielcu (w 1969 r.) za pokaz łemkowskich tańców ludowych.
- Nagroda im. R. Reinfussa za wybitne i szczególne osiągnięcia w dziedzinie zachowania lokalnej tożsamości kulturowej w Małopolsce (2017 r.)
- Nagroda im. Nikifora przyznawana przez Stowarzyszenie Łemków
- Tytuł Mistrza Rzemiosł Artystycznych (od 1980 r.) przyznawany przez Ministra Kultury i Sztuki
- Pierwsze Wyróżnienie Most Starosty 2002 r. za wybitne osiągnięcia w dziedzinie dokumentowania i upowszechniania kultury łemkowskiej przyznane przez Starostę Gorlic